# Var stark min själ i denna tid
Var stark min själ i denna tid är en psalm med text skriven 1972 av Svein Ellingsen och är översatt till svenska av Britt G Hallqvist. Musiken är skriven 1972 av Egil Hovland.

## Publicerad som
- Nr 898 i Psalmer i 90-talet under rubriken "Tillsammans på jorden".